# Neri Maria Corsini
Neri Maria Corsini, född 19 maj 1685 i Florens, död 6 december 1770 i Rom, var en italiensk kardinal. Han var påven Clemens XII:s nevö.
Corsini upphöjdes den 14 augusti 1730 till kardinaldiakon med Sant'Adriano al Foro som titeldiakonia. Utnämningen skedde in pectore och offentliggjordes i samband med konsistoriet den 11 december samma år. Han utsågs till ärkepräst av Laterankyrkan kort därefter.
Corsini skötte påvestolens utrikespolitik under 1730-talet.